# Atiye Deniz

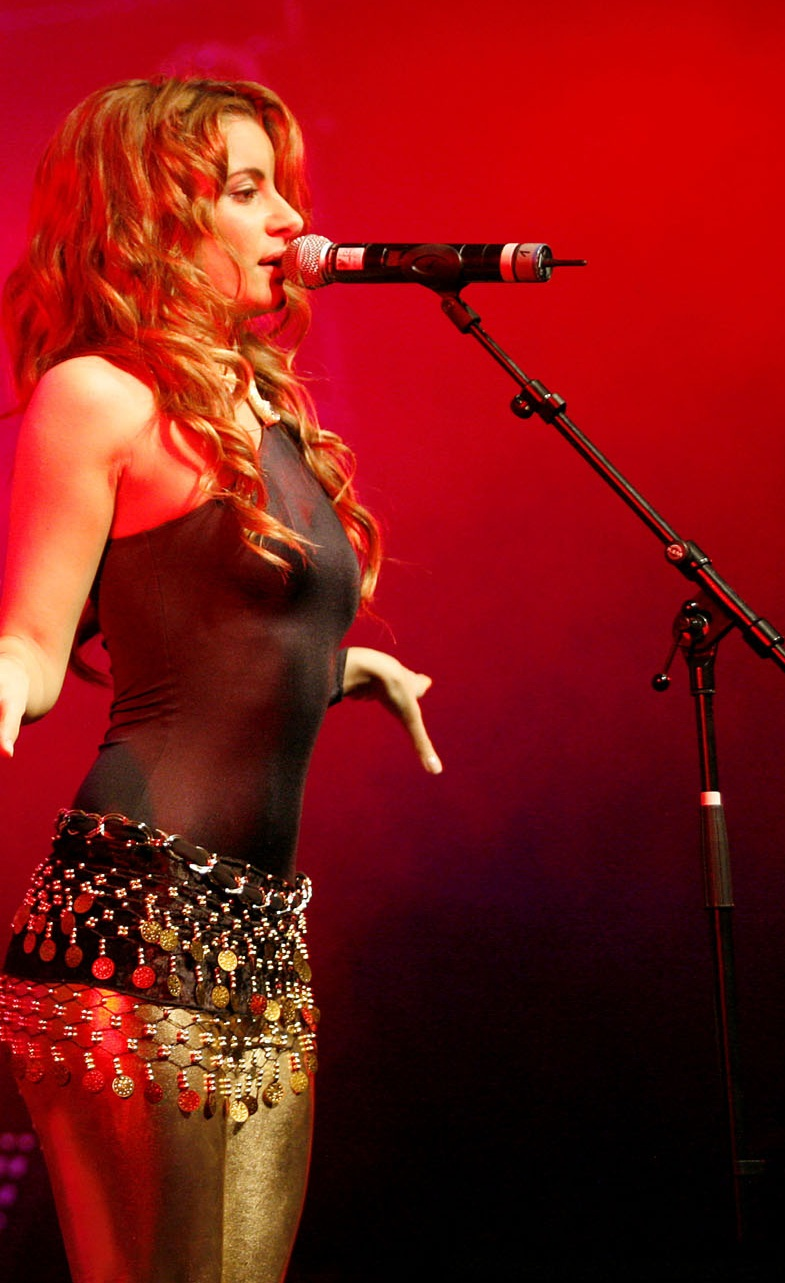
Atiye Deniz (2007)

Atiye Deniz Yılmaz (* 22. November 1988 in Bremen) ist eine deutsche Interpretin türkischer Popmusik.

## Leben
Atiye Deniz wurde in Bremen als Tochter eines türkischen Vaters arabischer Herkunft und einer niederländischen Mutter geboren. Mit drei Jahren bekam sie Tanzunterricht, mit sechs Klavierunterricht. 
Im Alter von 8 Jahren lebte sie sechs Monate in den Vereinigten Staaten und zog daraufhin in die türkische Stadt Izmir. Später kehrte sie wieder nach Deutschland zurück. Sie besuchte die Sekundarschule in Deutschland, Frankreich sowie den Niederlanden.
Sie machte ihr Abitur in Bremen und studierte in den Niederlanden. 2008 zog sie nach Istanbul.

## Karriere
2007 veröffentlicht sie ihr Debütalbum Gözyaşlarım in der Türkei. Sie singt darauf auf Türkisch und Englisch. Das Musikvideo zu ihrem Hit Don’t think wurde auf YouTube in kurzer Zeit zwei Millionen Mal angesehen. Sie ging mit Nazan Öncel auf Tournee. Vom türkischen Musikvideokanal Kral TV wurde sie mit dem Preis Newcomerin des Jahres 2007 ausgezeichnet.
Nach einer Reihe großer Konzerte in der Türkei hatte Atiye Deniz im Rahmen des Festival der Kulturen Melez 2007 ihren ersten größeren Auftritt in Deutschland.
2009 erschien ihr zweites Album Atiye. Als erstes Stück des neuen Albums wurde das Musikvideo Muamma veröffentlicht. Das Album enthält auch ein Duett Kal mit Teoman.
Im Jahr 2010 gewann sie einen Altın Kelebek Award in der Kategorie Bester Newcomer.
2011 veröffentlichte sie das dritte Album Budur. Im selben Jahr gewann sie bei den MTV Europe Music Awards die Auszeichnung Best Turkish Act. Bereits zwei Jahre zuvor wurde sie für diese Auszeichnung nominiert.
Im Juli 2012 trat sie in der deutschen Fernsehserie Gute Zeiten, schlechte Zeiten auf. Dort sang sie auf der Hochzeit von Ayla (Sıla Şahin) & Philip (Jörn Schlönvoigt).

## Diskografie

### Alben
- 2007: Gözyaşlarım
- 2009: Atiye
- 2011: Budur
- 2013: Soygun Var
- 2022: Deli İşi

### Musikvideos
- 2007: Don't Think
- 2007: Gözyaşlarım
- 2007: Hali Hali Hal
- 2007: Beyaz Eşya
- 2009: Kal (mit Teoman)
- 2009: Muamma
- 2009: Deli Ya (Farkım Ortada) (Original: Viktoria Halkiti – Telia)
- 2009: Dondurma
- 2009: Salla (Original: Mohamed Hamaki – Ahla Haga Feeki)
- 2010: İstemem Değişmesin
- 2011: Budur (Original: Hossam Habib – Shoft B'einaya)
- 2011: Batum Türküsü
- 2011: Güzelim (mit Sultana)
- 2013: Uyan Da Gel
- 2013: Soygun Var (Original: Shreya Ghoshal – Yeh Ishq Hai)
- 2013: Ya Habibi
- 2022: Dalgana Bak
- 2022: Kendime Not

### Einzelveröffentlichungen
- 2025: Düşüş
- 2024: Anlayana
- 2023: Anne
- 2022: Allem Kallem
- 2021: Ses Seda Yok
- 2019: Tom Tom
- 2018: Hisset
- 2017: We Got That La
- 2017: Radiant Night
- 2017: Zamansız Aşklar
- 2016: İnşallah Canım Ya
- 2015: Abrakadabra
- 2015: Come To Me
- 2015: Sor
- 2014: Yetmez (mit İskender Paydaş)
- 2012: Bring Me Back

### Beiträge zu Compilations
- 2023: Unutmayacağım
- 2023: Sefam Olsun
- 2016: Maazallah / Alabina (Original: Yalla Bina Yalla)
- 2016: Ki Ki Ki Ko Ko Ko
- 2016: Cimali Vali

### Zusammenarbeiten mit anderen Künstlern
- 2019: Tüm Bir Yaşam (mit Erol Evgin)
- 2016: Kalbimin Fendi (mit DJ Polique & 9Canlı)
- 2015: As I Am (Oldugum Gibi) (mit TĀLĀ)
- 2015: Yoksun Sen (mit Volga Tamöz)
- 2011: Orient (I Love İstanbul) (mit Hüseyin Karadayı & Serkan Çağrı)
- 2011: Nasıl Yani (mit İskender Paydaş & Mirkelam)
- 2011: Aşkistan (mit Ozan Doğulu)

## Filmografie
Filme
- 2013: Bu İşte Bir Yalnızlık Var
- 2016: Bana Git De

Serien
- 2012: Gute Zeiten, schlechte Zeiten (Gastauftritt)

## Auszeichnungen
- 2007: Kral Türkiye Müzik Award in der Kategorie Bester Newcomer
- 2009: MTV Europe Music Awards in der Kategorie Best Turkish Act (Nominierung)
- 2010: Altın Kelebek Award in der Kategorie Bester Newcomer
- 2011: MTV Europe Music Awards in der Kategorie Best Turkish Act